# Katholische Universität vom Heiligen Herzen
Die Katholische Universität vom Heiligen Herzen (italienisch: Università Cattolica del Sacro Cuore; latein: Universitas Catholica Sacri Cordis Jesu) ist mit sechs Standorten, Fachbereichen, Instituten sowie Zentren und ca. 42.000 immatrikulierten Studenten die größte private Universität Europas und die größte und eine der bedeutendsten Katholischen Universitäten weltweit. Neben dem Hauptsitz Mailand bestehen Abteilungen in Brescia, Piacenza, Cremona, Rom und Campobasso.

## Geschichte

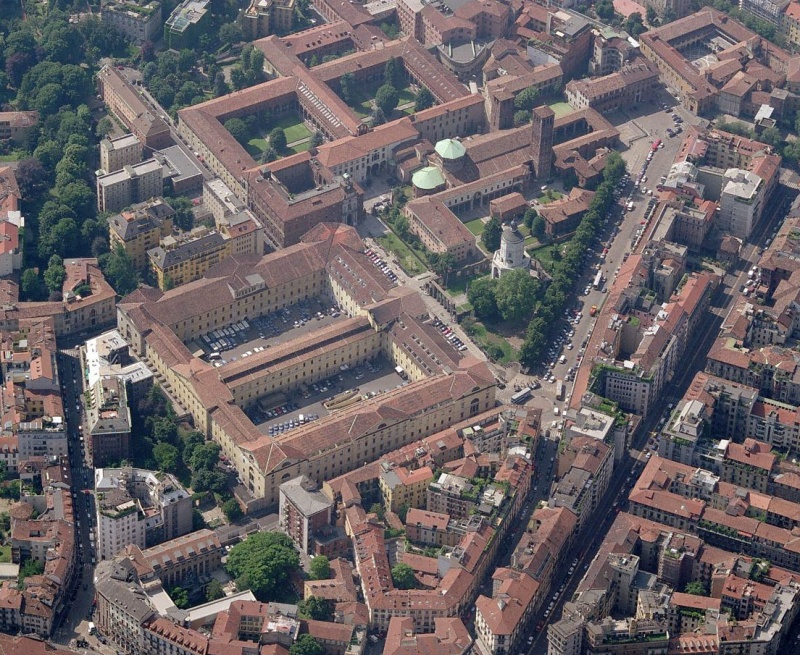
Das Campus-Areal in Mailand

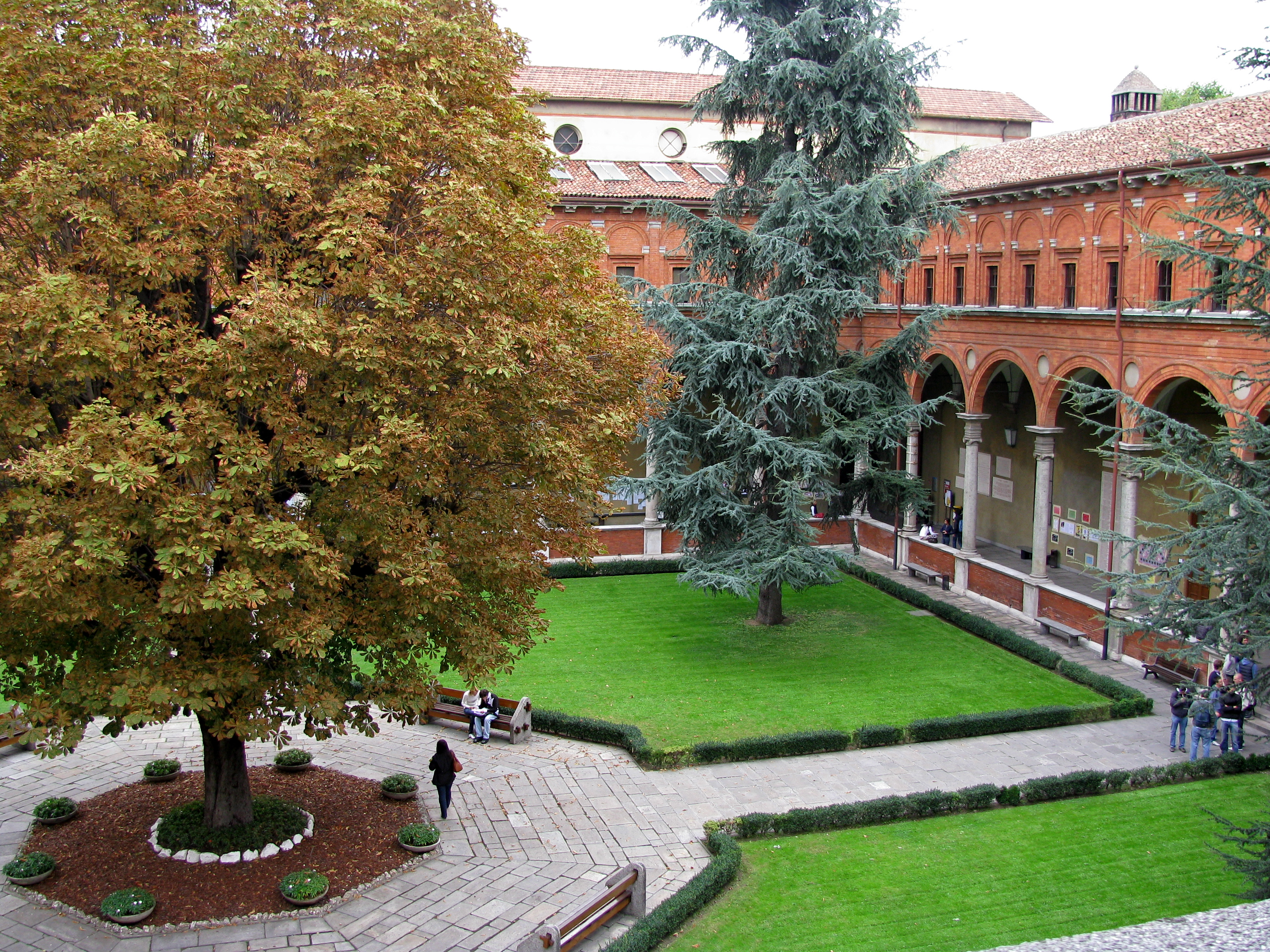
Einer der beiden Innenhöfe des Mailänder Campus mit den von Donato Bramante entworfenen Säulengängen

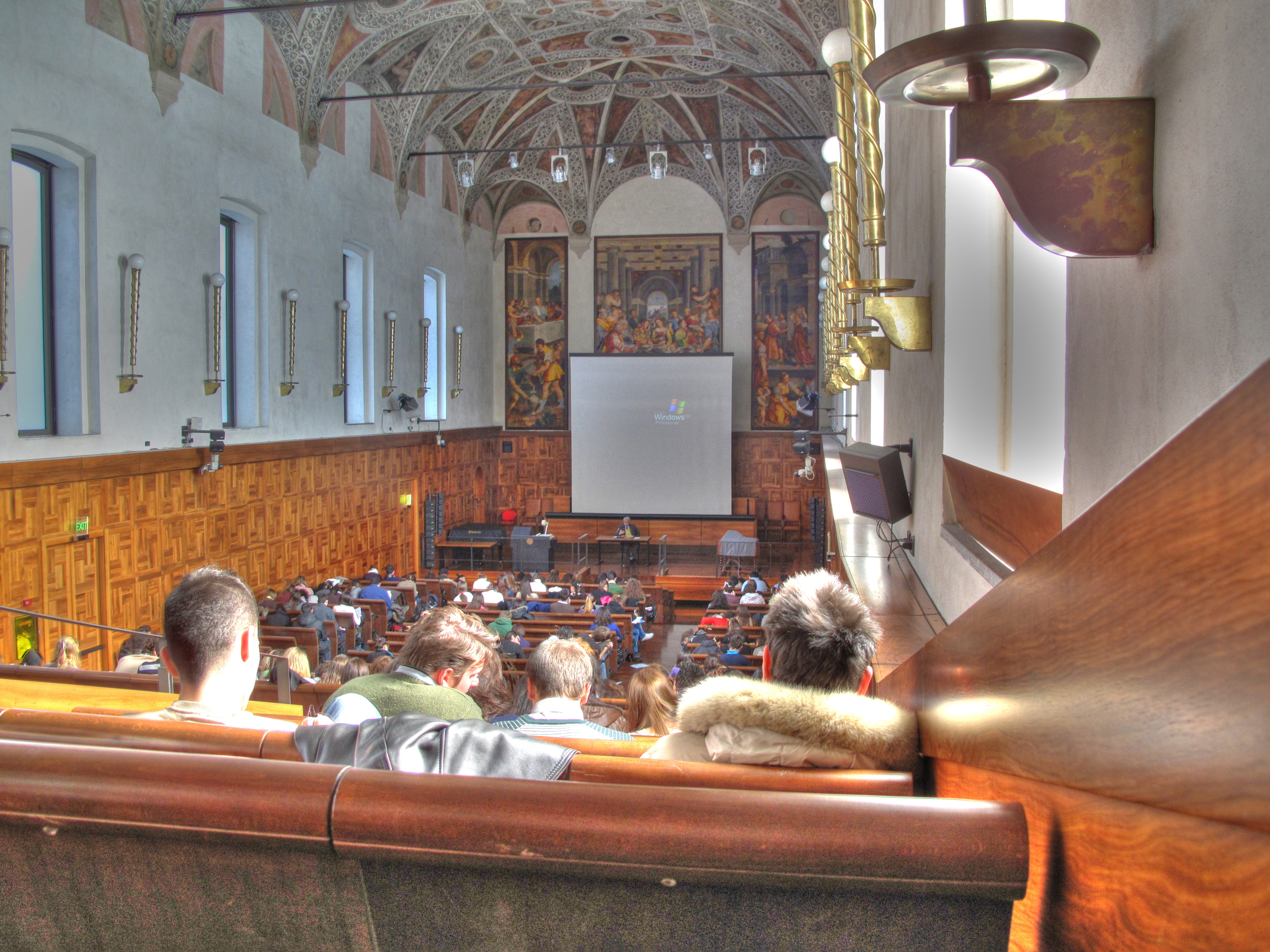
Die Aula magna des Mailänder Campus

Eine Gruppe katholischer italienischer Intellektueller unter Führung des renommierten Mediziners, Publizisten und Franziskaners Agostino Gemelli entwickelte 1919 den Gedanken, eine katholische Universität zu gründen, um nach dem Niedergang infolge des Ersten Weltkriegs am Aufbau von Kultur und Bildung in Italien aus einer dezidiert katholischen Perspektive mitzuwirken und antikirchliche Bestrebungen des italienischen Liberalismus zu bekämpfen. 1920 wurde aus dieser Initiative heraus zunächst das Istituto Giuseppe Toniolo di Studi Superiori gegründet, das als Vorgängerinstitution der Universität betrachtet werden kann. Am 24. Juni 1921 wurde das Institut durch das italienische Ministerium für Bildung anerkannt.
Erster Rektor wurde Agostino Gemelli und die Vorlesungen begannen im Dezember 1921 mit 100 Studienanfängern der beiden Fakultäten für Sozialwissenschaften und Philosophie. Die staatliche Anerkennung als öffentliche Universität erhielt sie am 2. Oktober 1925, seit dieser Zeit heißt sie Università Cattolica del Sacro Cuore.
Mit einem Gottesdienst am 7. Dezember 1921 wurde die Universität ihrer Weihung und Bestimmung übergeben. Die Messe wurde vom Mailänder Erzbischof Kardinal Achille Ratti zelebriert, der drei Monate später zum Papst gewählt wurde und den Namen Pius XI. führte.
1924 erhielt die Universität vom italienischen Staat das Recht, akademische Grade zu vergeben; dieses Recht wurde in den Statuten vom 2. Oktober 1924 mit einem königlichen Dekret bekräftigt. Hiernach erfolgte die Ausweitung der Studienangebote und die Gründung mehrerer Institute, der Ausbau und die Weiterentwicklung an mehreren Standorten, und die Schaffung neuer Studiengänge und Examina.
Am 4. August 1958 gab der Staat die Zustimmung zur Errichtung einer medizinischen Fakultät in Rom, 1959 begann die Errichtung zusätzlicher Institute und der Bau einer Poliklinik. Papst Johannes XXIII. vollzog 1961 die feierliche Grundsteinlegung zur medizinischen Hochschule für Allgemeinmedizin und Zahnmedizin (die heutige Gemelli-Klinik), 1964 übergab Papst Paul VI. die Klinik ihrer Bestimmung.
Zwischenzeitlich wurden mehrere Erweiterungen zum Abschluss gebracht und regelmäßig akademische Jahre gefeiert:
- 1956 Fakultät für Erziehungswissenschaften (Brescia)
- 1971 Fakultät für Mathematik, Physik und Naturwissenschaften (Brescia)
- 1990 Fakultät für Wirtschaft und Finanzen sowie Versicherungswesen (Mailand)
- 1991 Fakultät für Fremdsprachen und Literatur (Mailand)
- 1997 Fakultät für Wirtschaftswissenschaften (Mailand; später Piacenza)
- 1999 Fakultät für Psychologie (Mailand)
- 2000 Fakultät für Rechtswissenschaften (Piacenza)
- Im Jahre 2000 war die Universität mit 13 Zentren in ganz Italien präsent, diese verfügen über Satellitenverbindungen, mit denen Kurse organisiert werden und bei denen Fernstudien angeboten werden. Die Zentren fördern Ausbildungsinitiativen.
- Am 13. April 2000 hielt Papst Johannes Paul II. eine Ansprache in der Universität
- Während des akademischen Jahres 2001–2002 wurde in Mailand die Fakultät für Soziologie eröffnet.
- Papst Benedikt XVI. eröffnete das akademische Jahr 2005–2006 mit einer Ansprache.
- Seit 2010 erfolgt eine strukturelle Anpassung an die Universitätsreform in Italien durch die Gelmini-Reform, wodurch die Fakultäten durch Fachbereiche (dipartimenti) ersetzt wurden.

## Zielsetzung
„Die katholische Universität ist eine akademische Einrichtung, sie dient der Entwicklung des besonderen Studiums, der wissenschaftliche Forschung und der Vorbereitung junger Erwachsener für die Arbeit und den Dienst in Forschung, Lehrberufe und soll zur Arbeit in den öffentlichen und privaten Lehrbereichen beitragen. Dieses Ziel soll mit einer vorbildlichen akademischen Ausbildung erlangt werden, welche  mit den Grundzügen der Christlichkeit verbunden ist.“

Im katholischen Verständnis und mit der Treue zur katholischen Kirche widmet sich die Universität der Forschung, der Lehre und des Studiums in allen Fächern der Wissenschaften. Bei all diesen Bestrebungen soll der Mensch im Zentrum der gesellschaftlichen Ordnung seinen Platz haben. Es gelten die folgenden Prinzipien: Wissenschaftliche Forschung, Unterrichtung, gute Vorbereitung und eine Ausbildung, die im Wesentlichen der charakterlichen Entwicklung des Menschen entspricht.

## Organisation
- 4 Campi mit den Fachbereichen (dipartimenti)[9]
- dreijährige Hauptstudiengänge
- 241 Studiengänge[10]

## Verlag der Universität
Der Universitätsverlag der Katholischen Universität ist Vita e Pensiero und gehört dem Istituto Toniolo di Studi Superiori. Gegründet im Jahr 1918, ist es der älteste italienische Universitätsverlag. Der Verlagskatalog umfasst mehr als 28.000 Titel und ist in drei Abschnitte unterteilt: allgemeine Sachbücher, Universität und Instrumente. Vita e Pensiero verfügt auch über eine eigene Buchhandlung, die sich innerhalb der Universität befindet.
Innerhalb der Universität gibt es auch EDUCatt, ein Verlagsstudio, das mit der gleichnamigen Institution für das Recht auf Studium der Katholischen Universität verbunden ist und Skripte und Buchreihen (darunter Quaderni del Laboratorio di editoria) veröffentlicht.

## Rektoren
1. Agostino Gemelli, Gründer der Universität
2. Francesco Vito
3. Ezio Franceschini
4. Giuseppe Lazzati
5. Adriano Bausola
6. Sergio Zaninelli
7. Lorenzo Ornaghi
8. Franco Anelli (2013[13]–2024)
9. Elena Beccalli (2024–2028[14])

## Persönlichkeiten
- Armida Barelli (1882–1952), italienische Mitbegründerin der Università Cattolica del Sacro Cuore
- Giacomo Violardo (1898–1978), italienischer Kurienkardinal
- Sergio Pignedoli (1910–1980), italienischer Kurienkardinal
- Roberto Busa SJ (1913–2011), italienischer Geisteswissenschaftler und Linguist, Erfinder des Index Thomisticus
- Luigi Gui (1914–2010), italienischer Politiker
- Luigi Mengoni (1922–2001), italienischer Rechtswissenschaftler und Richter am italienischen Verfassungsgericht
- Elio Sgreccia (1928–2019), Bioethiker und Kurienkardinal
- Emanuele Severino (1929–2020), italienischer Philosoph
- Silvio Cesare Bonicelli (1932–2009), Bischof von Parma
- Jorge Brovetto (1933–2019), uruguayischer Politiker
- Carlo Ghidelli (* 1934), Erzbischof von Lanciano-Ortona
- Francesco Conz (1935–2010), italienischer Verleger
- Alberto Quadrio-Curzio (* 1937), italienischer Politikwissenschaftler
- Luisa Muraro (* 1940), italienische Philosophin
- Giovanni Maria Flick (* 1940), italienischer Jurist und Politiker
- Ettore Gotti Tedeschi (1945), italienischer Bankmanager und 2009–2012 Präsident des Istituto per le Opere di Religione (IOR)
- Raffaello Martinelli (* 1948), italienischer Bischof von Frascati
- Lorenzo Ornaghi (* 1948), italienischer Politikwissenschaftler, Rektor der Università Cattolica del Sacro Cuore (seit 2006) und italienischer Kulturminister (2011–13)
- Ioan Petru Culianu (1950–1991), rumänischer Religionswissenschaftler, Kulturhistoriker, Philosoph und Essayist
- Enrico dal Covolo SDB (* 1950), italienischer Rektor der Päpstlichen Lateranuniversität
- Mario Toso SDB (* 1950), italienischer Kurienbischof und Sekretär des Päpstlichen Rates für Gerechtigkeit und Frieden
- Helga Thaler Ausserhofer (* 1952), italienische Politikerin
- Paul Dembinski (* 1955), polnisch-schweizerischer Ökonom
- Giovanni Marseguerra (* 1962), italienischer Ökonom
- Silvia Pellegrini (* 1965), italienische Theologin und Professorin für biblische Theologie der Universität Vechta
- Michela Vittoria Brambilla (* 1967), italienische Unternehmerin und Politikerin sowie Ministerin
- Angelino Alfano (* 1970), italienischer Politiker, ehemaliger Justizminister, ehemaliger Innenminister und ehemaliger Außenminister
- Lara Comi (* 1983), italienische Politikerin und Mitglied des Europäischen Parlaments